# Stefano Santamaria
Stefano Benedetto Santamaria (Genova, 2 febbraio 1904 – Genova, 7 febbraio 1982) è stato un calciatore italiano, di ruolo attaccante.
Era il fratello di Aristodemo Santamaria o Santamaria I, suo compagno di squadra alla Novese ed al Genoa, per cui fu noto come Santamaria II.

## Carriera
Cresciuto nel SC Balilla Genova, nel 1921 venne ingaggiato dalla Novese. Con i piemontesi vinse il campionato organizzato dalla FIGC.
Durante l'esperienza alla Novese militò insieme al fratello Aristodemo Santamaria che ritroverà al Genoa nel 1925. In rossoblu esordì il 22 novembre, nella vittoria esterna per 5-2 contro il Mantova.
Segnerà la sua prima rete tra le file del Genoa, nell'incontro dell'11 aprile 1926 del girone di ritorno contro il Mantova, terminato 3-1 per i rossoblu dove Santamaria II fu protagonista con una doppietta.
Lasciò il sodalizio genovese dopo una sola stagione e nel 1927 passò alla Carrarese.
Nel 1928 torna Genova, tra le file della Rivarolese.

## Palmarès
- Campionato italiano: 1

Novese: 1921-1922 (F.I.G.C.)